# Melanie Zichy-Ferraris de Zich et Vásonykeö

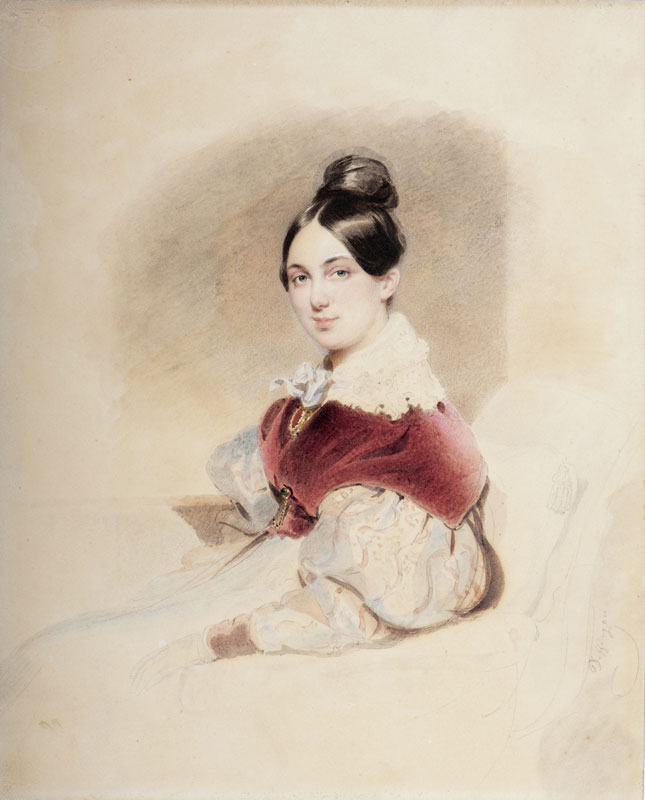
Melanie Zichy-Ferraris de Zich et Vásonykeö

Melanie Maria Antonia Zichy-Ferraris de Zich et Vásonykeö (Wenen, 18 januari 1805 – aldaar, 3 maart 1854) was de derde echtgenote van Klemens von Metternich, hof- en staatskanselier van het keizerlijk Huis van Oostenrijk. 
Zichy-Ferraris was een gravin afkomstig uit het Hongaars adellijk geslacht Zichy. Ze leefde aan het keizerlijk hof in Wenen als hofdame. Door haar huwelijk in 1831 werd zij prinses van Metternich.
Zij was energiek en had een invloed op de bijna zestigjarige Metternich. Dit laatste was niet naar de zin van keizer Ferdinand I van Oostenrijk, doch deze liet verder begaan want het buitenlands beleid van prins Metternich bleef ongewijzigd na het huwelijk. Naar buiten toe gaf zij een kwezelachtige indruk alhoewel zij binnen hofkringen gekend was als humoristisch en gevat. Zij was een mecenas van kunstenaars. Het echtpaar had drie kinderen die de volwassen leeftijd bereikten: Mélanie von Metternich-Zichy (1832-1919); Paul Klemens Lothar von Metternich (1834-1906); Lothar Stephan August Klemens Maria von Metternich (1837-1904).